# Art déco

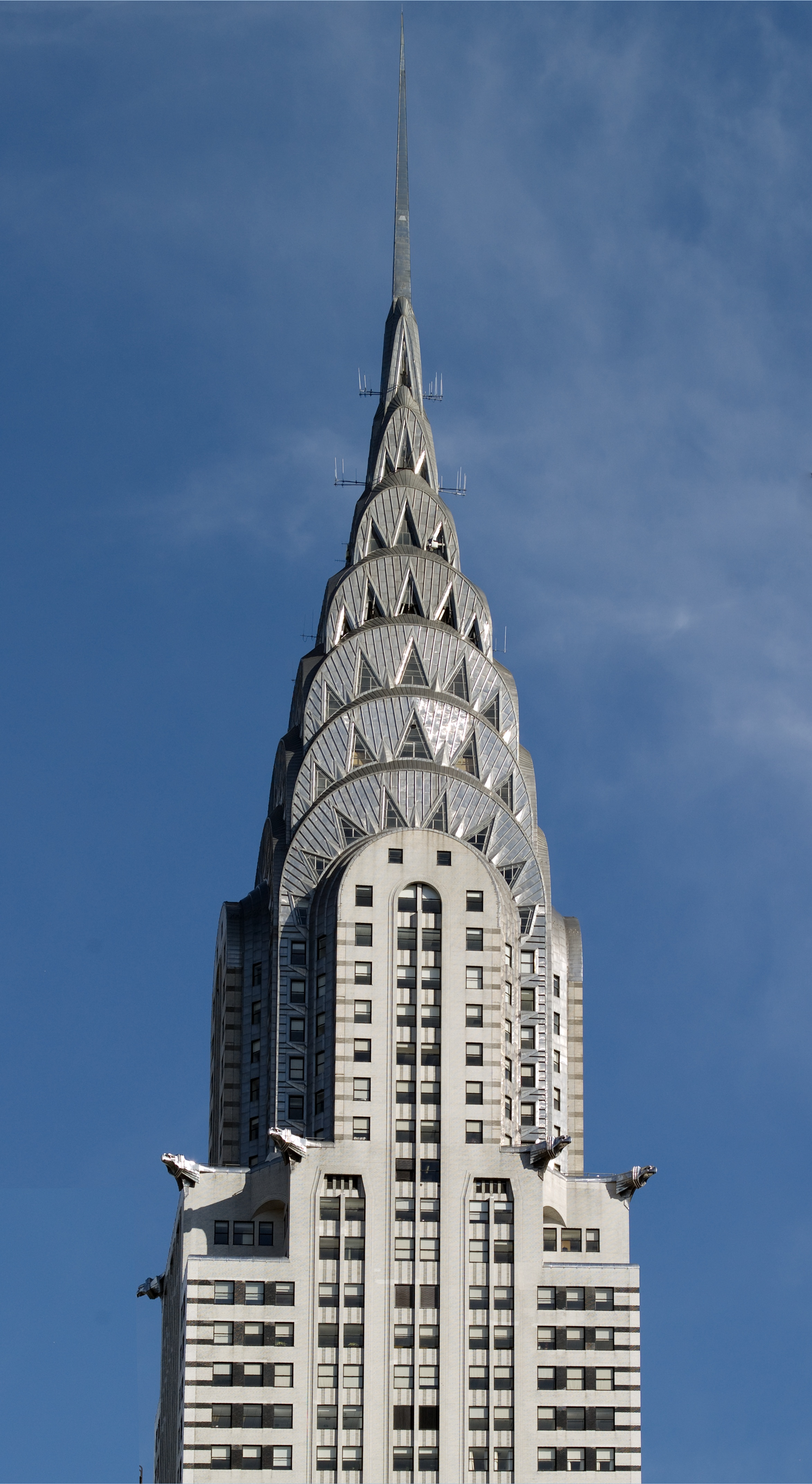
Coronamiento art déco del Edificio Chrysler en Nueva York, construido en 1928-1930.

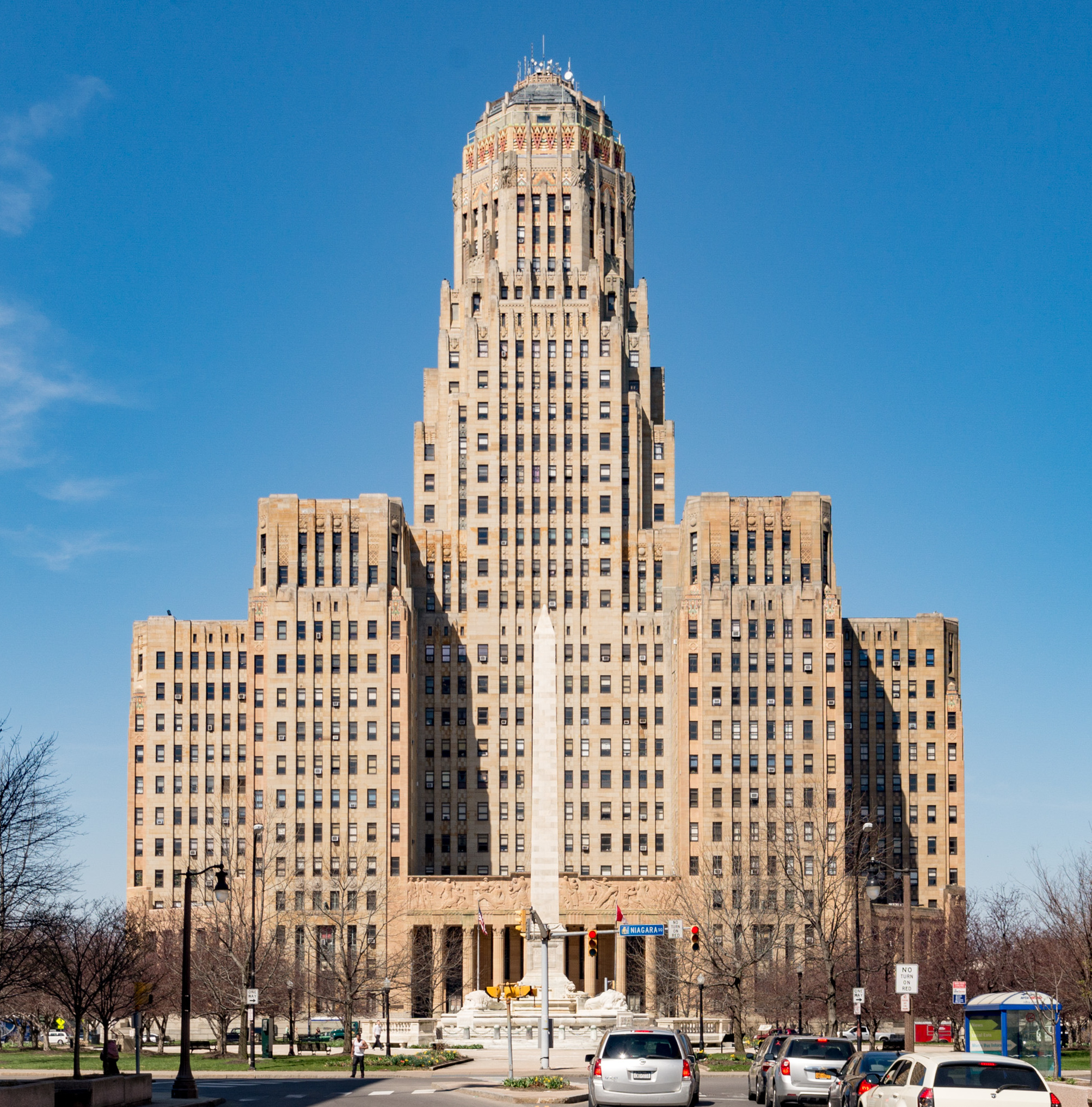
Ayuntamiento de Búfalo en el estado de Nueva York, obra maestra del art déco estadounidense.

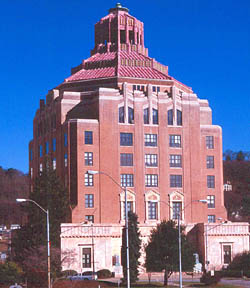
Ayuntamiento de Asheville, ejemplo de arquitectura art déco.

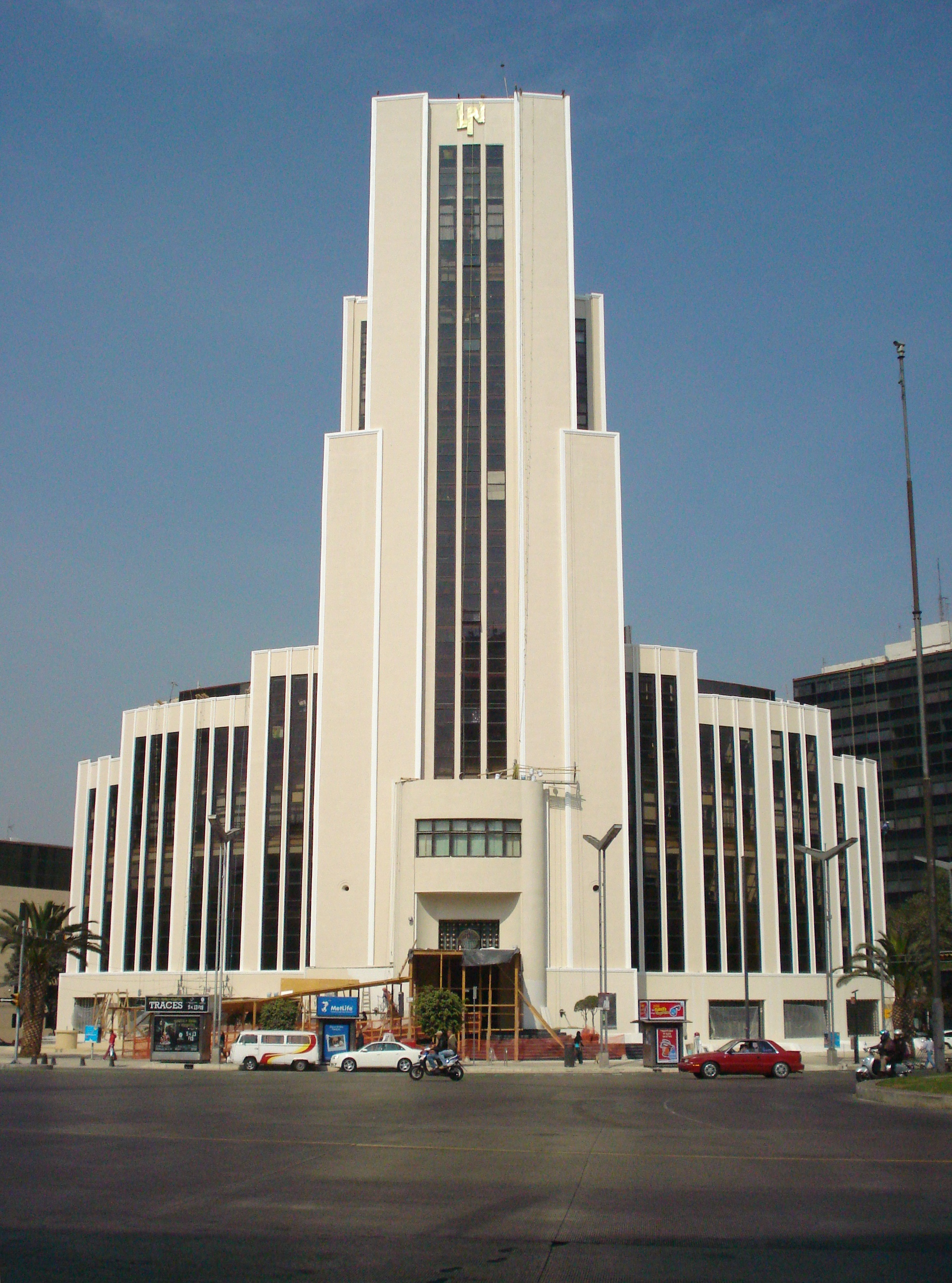
Edificio El Moro en la Ciudad de México; la torre data del año 1946.

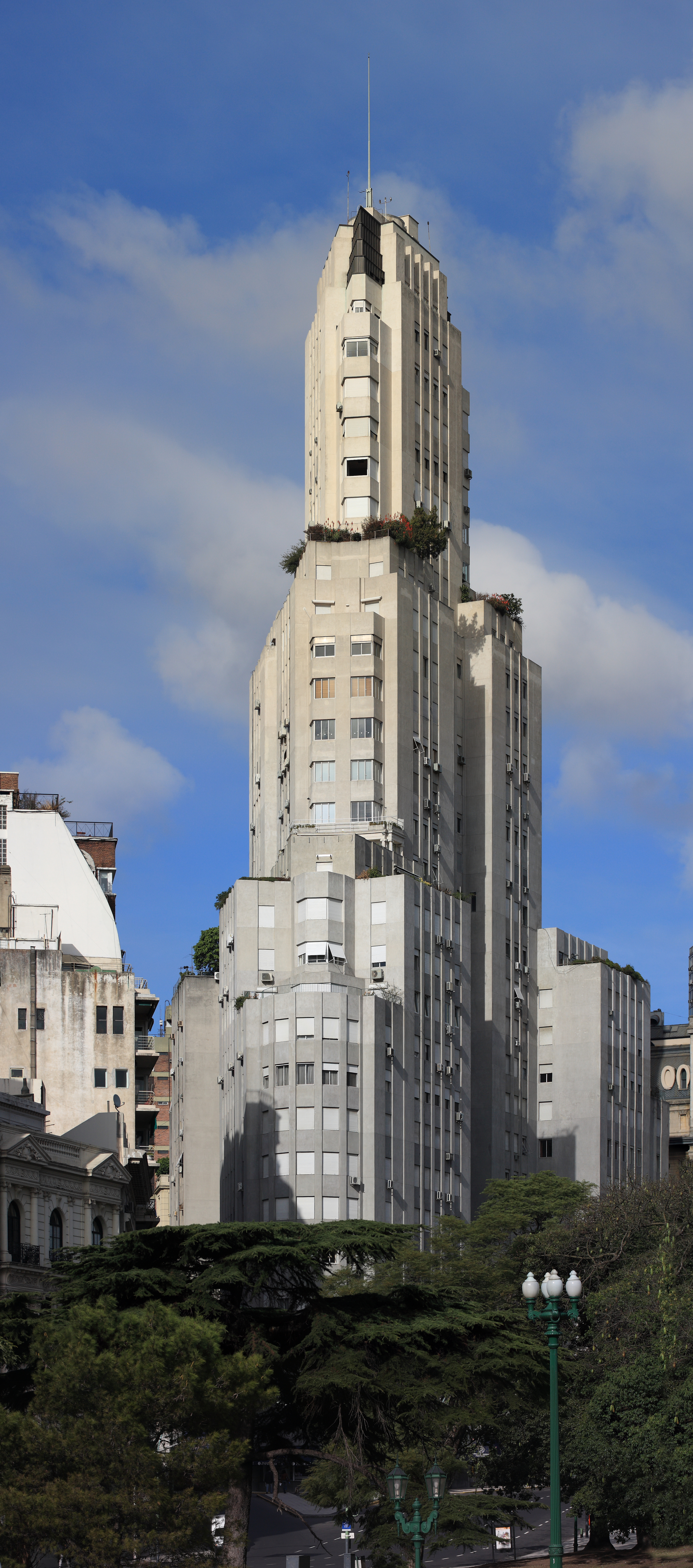
Edificio Kavanagh de Buenos Aires. Diseñado en 1934 por los arquitectos Sánchez, Lagos y de la Torre.

El art déco (castellanizado art decó) fue un movimiento de diseño popular a partir de 1920 hasta 1939 (cuya influencia se extiende hasta la década de 1950 en algunos países) que influyó a las artes decorativas mundiales tales como arquitectura, diseño interior y diseño gráfico e industrial; también a las artes visuales tales como la moda, pintura, grabado, escultura y cinematografía.
Después de la Exposición Universal de 1900 de París, varios artistas franceses (Hector Guimard, Eugène Grasset, Raoul Lachenal, Paul Follot, Maurice Dufrène y Émile Decour) formaron un colectivo formal dedicado a las artes decorativas de vanguardia. En 1925 organizaron la Exposition Internationale des Arts Décoratifs et Industriels Modernes en París, y se llamaron a sí mismos los modernos; en realidad, el término art déco se acuñó en la retrospectiva titulada «Les Années 25», llevada a cabo en París en el Musée des Arts Décoratifs (Museo de Artes Decorativas) del 3 de marzo al 16 de mayo de 1966; el término es, por tanto, un apócope de la palabra francesa décoratif. En el ámbito castellanohablante, la RAE lo ha normalizado como art déco, con la tilde en la «e».

## Morfología y tecnología
Este movimiento es, en un sentido, una amalgama de muchos estilos y movimientos diversos de principios del siglo XX y, a diferencia del art nouveau, se inspira en las ´primeras vanguardias. Las influencias provienen del constructivismo, cubismo, futurismo, del propio art nouveau, del que evoluciona, y también del estilo racionalista de la escuela Bauhaus. Los progresivos descubrimientos arqueológicos del Antiguo Egipto marcaron asimismo su impronta en ciertas líneas duras, la falta de flexibilidad o movimiento, y la solidez de las formas cercanas a la monumentalidad y elementos masificados.
Como estilo de la edad de las máquinas, utilizó las innovaciones de la época para sus formas: las líneas aerodinámicas, producto de la aviación moderna, la iluminación eléctrica, la radio, el revestimiento marino y los rascacielos. Estas influencias del diseño se expresaron en formas fraccionadas, cristalinas, con presencia de bloques cubistas o rectángulos y el uso de la simetría. El color se nutrió de las experiencias del fovismo; trapezoides, facetamientos, vaivenes y una importante geometrización de las formas son comunes al art déco.
Correspondiendo a sus influencias maquinistas, el art déco se caracteriza también por los materiales que prefiere y utiliza, tales como aluminio, acero inoxidable, laca, madera embutida, piel de tiburón (shagreen) y piel de cebra. El uso de tipografía en negrita, sans-serif o palo seco, el facetado y la línea recta, quebrada o greca (opuesto a las curvas sinuosas y naturalistas del art nouveau), los patrones en compás (chevrón) y el adorno en forma de rayo de sol son típicos del art déco. Ciertos patrones de ornamento se vieron en aplicaciones bien disímiles: desde el diseño de zapatos para señora hasta las parrillas de radiadores, el diseño de interiores para teatros y rascacielos como el Edificio Chrysler o el Empire State Building.
El estilo art déco no estuvo limitado a la arquitectura; el transatlántico SS Normandie, cuyo viaje inaugural tuvo lugar en 1935, se diseñó incorporando muchos diseños art déco en su interior, incluyendo un salón comedor cuyo techo y decoración estaba realizada con vidrio de Lalique. Otros buques con influencia del art déco en su decoración fueron el Île de France, el Queen Mary y el Nieuw Amsterdam. El art déco también se aplicó en el ferrocarril, como en el famoso tren Orient Express, y en la aviación, como en el avión 1000E Manhattan.

## Sociología
El art déco inició su apogeo en los años 1920. Aunque muchos movimientos del diseño tienen raíces o intenciones políticas o filosóficas, el art déco era casi puramente decorativo, por lo que se consideró inicialmente un estilo más burgués que popular. A pesar del eclecticismo de sus influencias formales y estilísticas, el art déco es sólido y posee una clara identidad propia. No se trata de un historicismo ni de un anacronismo; es fiel a su época y deja entrever la noción futurista de la Revolución industrial. Su simbolismo gira en torno al progreso, el ordenamiento, la ciudad y lo urbano, la maquinaria. No es elegante, pero sí funcional y modernista. El art déco fue un avance frente al art nouveau, esta vez exitoso en la generación de un nuevo repertorio de formas acordes con la problemática e imaginería de su tiempo.
El art déco era un estilo muy opulento, y su exageración se atribuye a una reacción contra la austeridad forzada producto de la Primera Guerra Mundial. De manera simultánea a una creciente depresión económica y al fantasma del acercamiento de una Segunda Guerra Mundial, había un deseo intenso por el escapismo. La gente gozó de los placeres de la vida y del art déco durante la era del jazz.

## Decadencia
El movimiento art déco mostrado en la Exposición Internacional de Artes Decorativas e Industriales Modernas (1925) realizada en la explanada de los Inválidos de París causó tal impresión a los visitantes, que se reprodujo con todo lujo de detalles en Nueva York, Buenos Aires, Tokio, São Paulo, Casablanca, Saigón, Nom Pen, Chicago, Belgrado, entre otras muchas ciudades.
En Nueva York el Rockefeller Center y el edificio de la Chrysler son apenas dos muestras, en Río de Janeiro el Cristo de Corcovado, y tras ellos las ciudades mencionadas se transformaron rápidamente. En México la ciudad de Cuernavaca, la colonia Condesa de la Ciudad de México, y otros barrios periféricos mencionados por Malcolm Lowry en Bajo el Volcán siguen el ejemplo, en Colombia la ciudad de Manizales incendiada en 1925 se reconstruyó con la pericia de los arquitectos del momento importados por la clase emergente cafetera y una tras otra todas las ciudades del mundo se regeneraron con su rincón art déco, moderno, provocador, futurista.
El movimiento fue perdiendo patrocinio en las metrópolis europeas y norteamericanas mucho después de haber alcanzado una introducción masiva, al punto de ser empleado para representar falsas pretensiones de lujo. Finalmente, el estilo caería en decadencia, dadas las austeridades impuestas por la Segunda Guerra Mundial.
En otros países como la India, Nueva Zelanda, Cuba, Guatemala, Argentina, México, Ecuador, Filipinas y Venezuela, se convirtió en una puerta de entrada al modernismo y continuó siendo utilizado hasta bien entrados los años 1950, bajo la forma de streamline moderne.  En América Latina pueden encontrarse, durante este periodo, varios exponentes del art déco como, por ejemplo, el argentino José Fioravanti.
Un resurgimiento del interés por el art déco vino desde exploraciones del diseño gráfico en los años 1980. Su asociación con el film noir en cinematografía y el encanto del glamour de los años 1930 propició un nuevo uso de este tipo de expresión a finales de la década de 1980 en piezas publicitarias para joyería y en el mundo de la moda y la decoración de hoteles como el Hotel Fairmont y el Palacio de Bellas Artes en la Ciudad de México.

## Arquitectura art déco

### Art déco en Francia

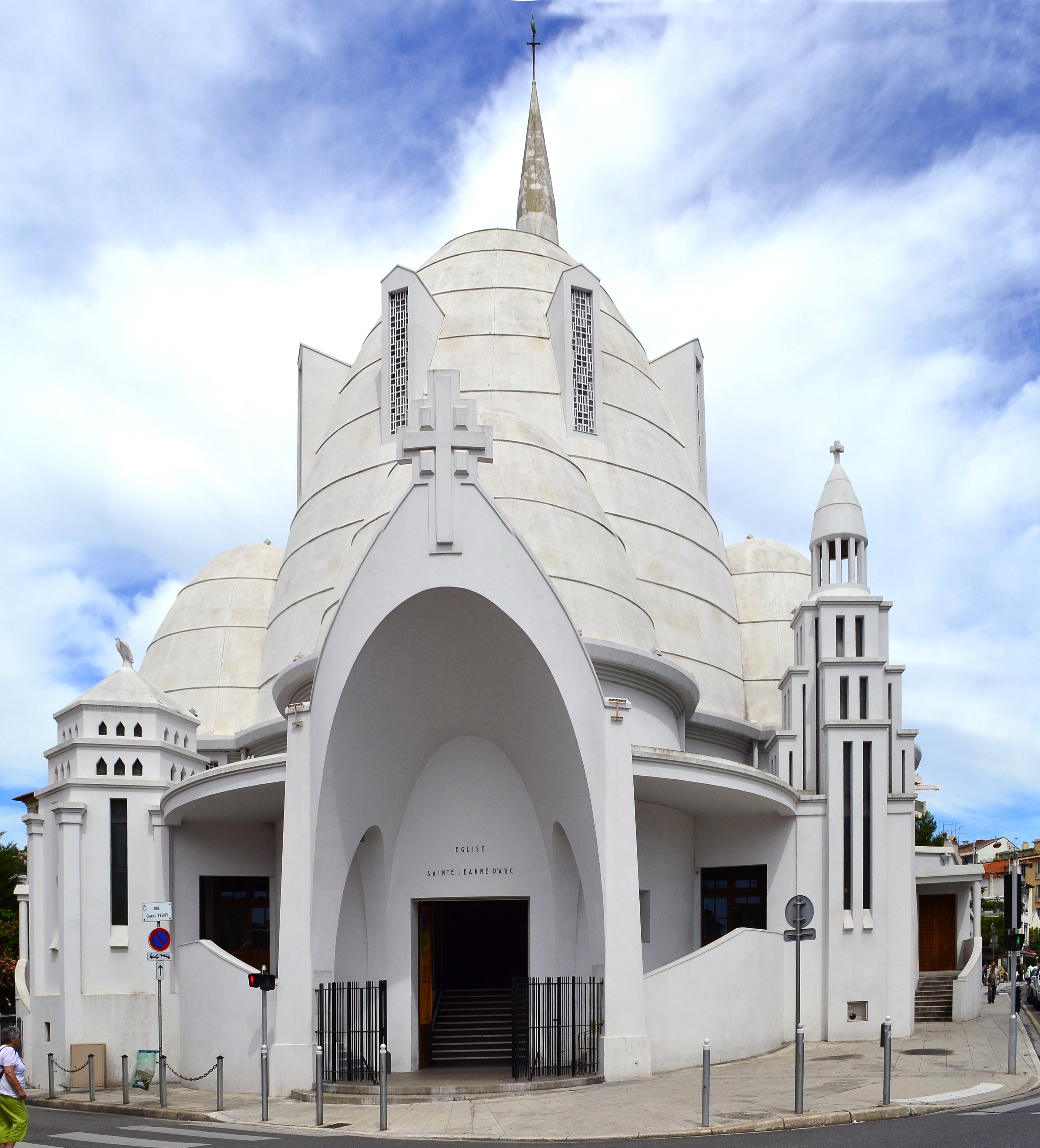
Iglesia de Juana de Arco en Niza (Francia).

En Francia destacan, entre otros, los siguientes edificios art déco:
En París: la Piscina Molitor, XVI distrito de París, el Palacio de la Porte Dorée, XII distrito de París, construido en 1931 para la Exposición colonial de París por el arquitecto Albert Laprade, la sala de cine Grand Rex, II Distrito de París, y el Palacio de Tokio (1937), y el Palacio de Chaillot (1937), ambos en el XVI distrito de París.
Existe una Asociación des villes Art déco entre las ciudades de Reims y Saint-Quentin.
Arquitectura art déco en Reims: bureau de Lyautey en el Palacio de la Porte dorée; Biblioteca Carnegie (1921), Les Halles du Boulignrin (1929), arquitecto Maigrot; Villa Douce (1929 a 1932), Villa Demoiselle, Iglesia Saint-Nicaise (1923), Piscina del Tennis-Club (1920), Opera de Reims, decoración interior (1931); Comptoir de l'Industrie (calle Cérès, 6-12), arquitectos: Marcel Rousseau y Émile Thion (1922); Cinéma Opéra (calle de Thillois, 9-11), arquitectos: Marcel Rousseau y Émile Thion (1923); Hôtel de la mutualité (calle Langlet, 12 y calle des Élus, 11), arquitectos: Ferdinand Amann et Albert Cuvillier (1927); calle de Vesle, 71 (calle des Capucins, 2-4), arquitecto: Lucien Gillet (1930); Familistère des Docks rémois, calle de Vesle, 18 (1-5, rue Talleyrand), arquitecto: Pol Gosset (1927); Antiguos grandes almacenes Au Petit Paris (calle Talleyrand, 31-33), arquitectos: Marcel Dastuque et Paul Viard (1924); Antiguas Galerías Rémoises (calle Docteur-Jacquin, calle de l'Arbalète); arquitectos: Léon Margotin y Louis Roubert (1934); calle Courmeaux, 22, arquitecto: Jacques Rapin (1923).
Otros lugares de Francia: La villa Collet, situada en Ay (51160). Estación transatlántica de Cherburgo. Casino Municipal de Biarritz. Edificio residencial en el 90 bis de la chaussée de l'Étang, en Saint-Mandé (94160), cerca del XII distrito de París; arquitecto: Aristide Daniel (1930). Immeuble CGA, calle Racine, en Nantes. Maison bleue en Angers, Palais de la Méditerranée de Niza, Buffet de la Estación de Saint-Quentin, Studio Saint James de Jacques Doucet, en Neuilly-sur-Seine, Iglesia Saint-Blaise de Vichy, parte ampliada a partir de 1931. Iglesia Sainte-Agnès de Maisons-Alfort. Torre del reloj de Lille y Ayuntamiento de Lille. La Grand-Place de Béthune. Museo-Acuario de Nancy.
Otro ejemplo muy importante de art déco es la Basílica del Sagrado Corazón, en Bruselas, Bélgica. Su arquitecto, Albert Van Huffel, ganó el Primer Premio de Arquitectura en la Exposition Internationale des Arts Décoratifs et Industriels Modernes en París, en 1925.

### Art déco en España y Portugal

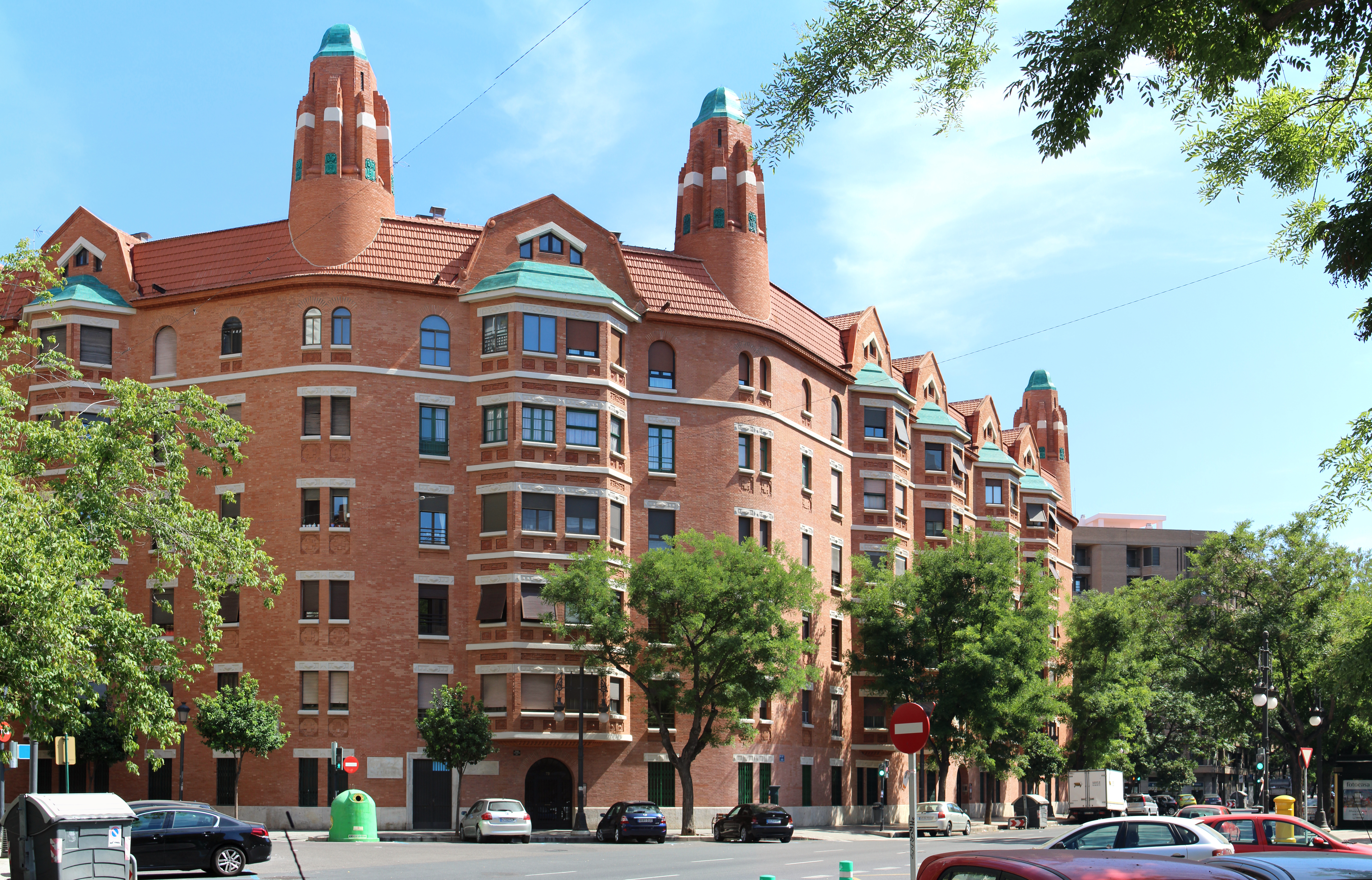
Edificio de la Finca Roja (Valencia, España). Proyectado por el arquitecto Enrique Viedma en 1929 y construido en 1933.

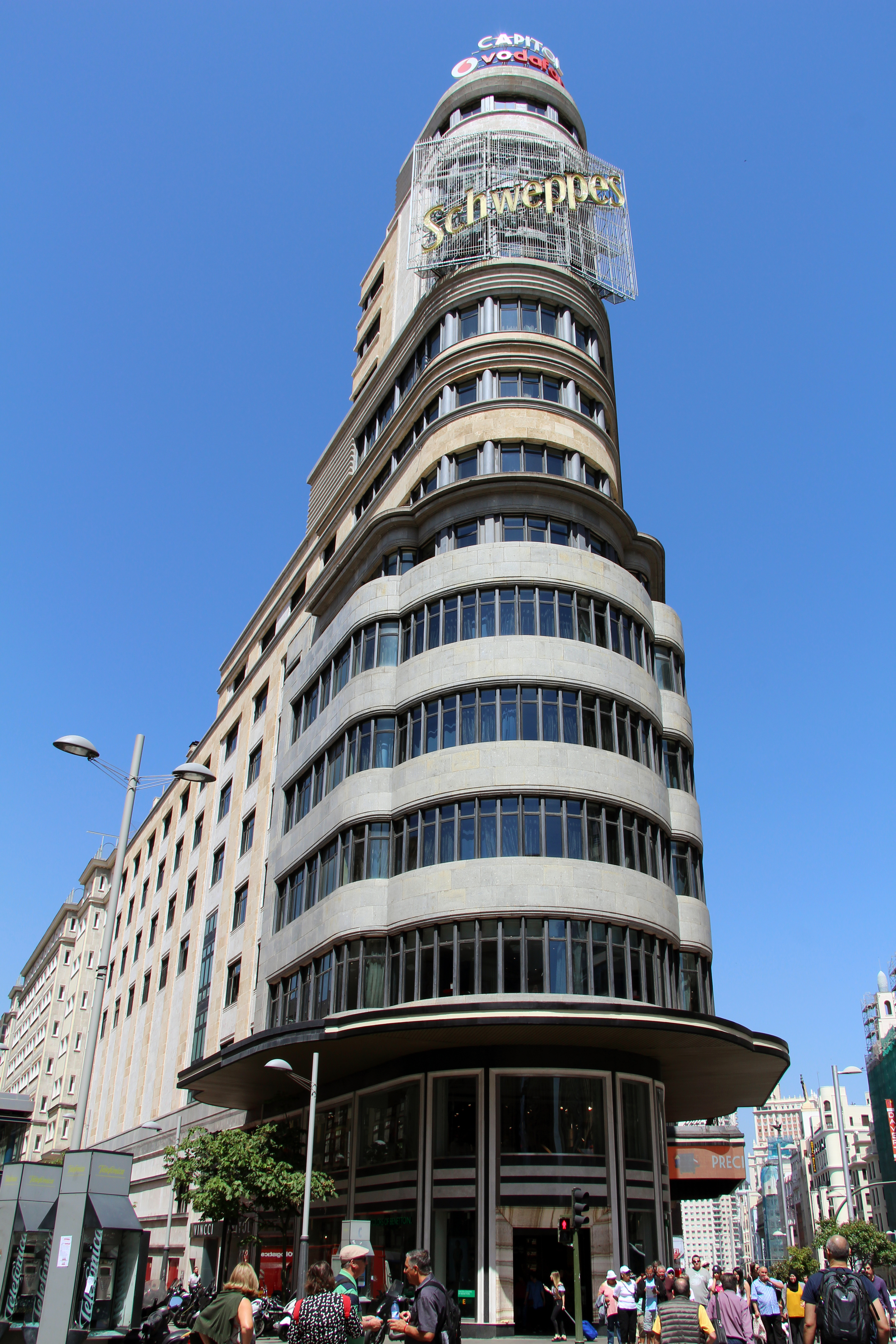
Edificio Capitol, Gran Vía, Madrid (España).

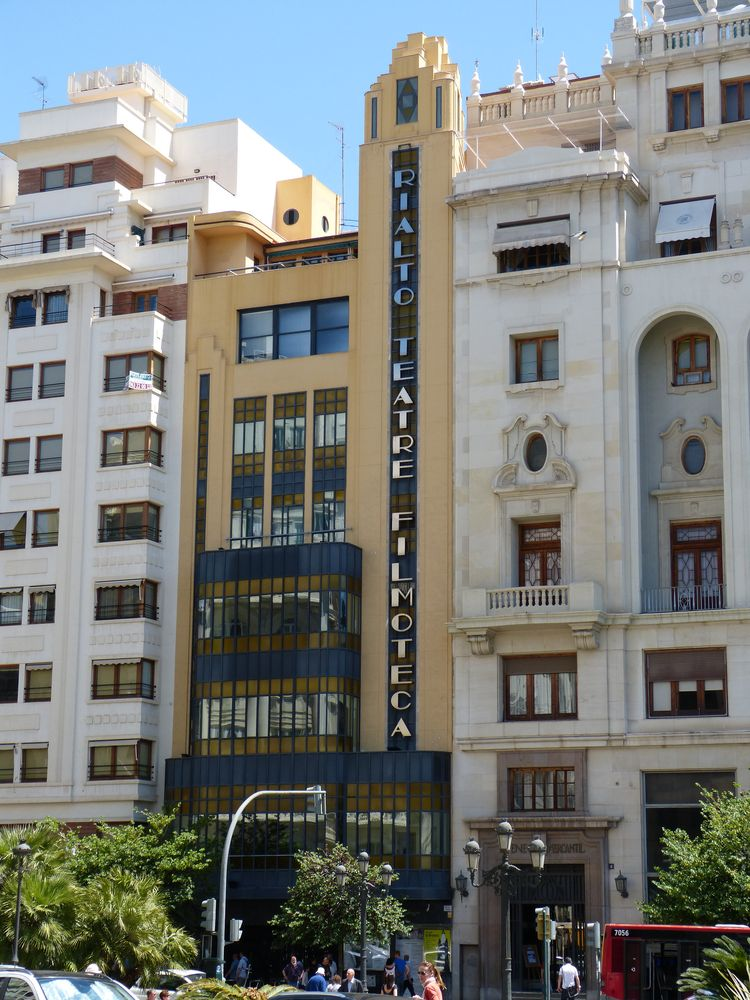
Edificio del Cine Rialto - Valencia (España). Proyectado por el arquitecto Cayetano Borso di Carminati y construido en 1939.

En España es también posible encontrar muchas muestras del estilo art déco. Un buen ejemplo de ello es la Gran Vía de Madrid o el Paseo de Gracia, en Barcelona, donde el art déco convive con el modernismo, denominación española del art nouveau.
En Madrid algunos edificios representativos son: el sito en la calle Alcalá 118, un edificio de viviendas construido en 1930 a instancia del promotor Don Alberto Colomina por el arquitecto Fernando Arzadún e Ibarraran.
Valencia tiene una profusa arquitectura art déco, consecuencia del período de bonanza económica de entreguerras, en las cuales España permaneció neutral. Son particularmente notorios la casa de baños de Las Arenas, el edificio del Rectorado de la Universidad de Valencia en el que hay que destacar su cúpula que albergaba el telescopio de la antigua Facultad de Ciencias y los cines Rialto (1939, actualmente Filmoteca de la Generalidad Valenciana), Capitol (transformado en edificio de oficinas) y Metropol.
Otros edificios basados en este tipo de arquitectura que destacan en la ciudad son la Casa Judía de Guardiola Martínez (1930), el edificio de Bombas Gens de Borso di Carminati (1930), el edificio Roig Vives, el edificio Martí Cortina (1943), el edificio Carlampio o el Colegio Mayor Luis Vives, todos ellos proyectados por el arquitecto valenciano Francisco Javier Goerlich, al que se debe la mayoría de edificaciones del periodo de transición entre la arquitectura art déco y el racionalismo arquitectónico valenciano en la ciudad. No se puede dejar al margen la famosa Finca Roja de otro arquitecto valenciano, Enrique Viedma Vidal, que está señalada como uno de los referentes más importantes dentro del expresionismo neerlandés con detalles importantes de art déco.
Aunque fuera de las grandes ciudades también pueden encontrarse maravillas del art déco en Cataluña, como por ejemplo el edificio "Can Jorba" en Manresa (1936-1952) del arquitecto Arnald Calvet Peyronillo, o en la Comunidad Valenciana como el puente de San Jorge (1931) en Alcoy (Alicante), Cantabria y Asturias, especialmente en Oviedo, Gijón y Langreo, dada la importancia de la industria y la riqueza de estas ciudades en la época que estaba de moda dicho arte, y, en menor medida, en Andalucía y la Región de Murcia, donde, además de en su capital y Cartagena, también puede encontrarse algún caso más aislado en el resto de la comunidad.
Ejemplos de art déco en Portugal son el teatro Capitólio (1931) y el cine-teatro Éden (1937), en Lisboa; el teatro Rivoli (1937) y el Coliseu (1941), en Oporto y el teatro Rosa Damascena (1937), en Santarém.

### Art déco en Inglaterra

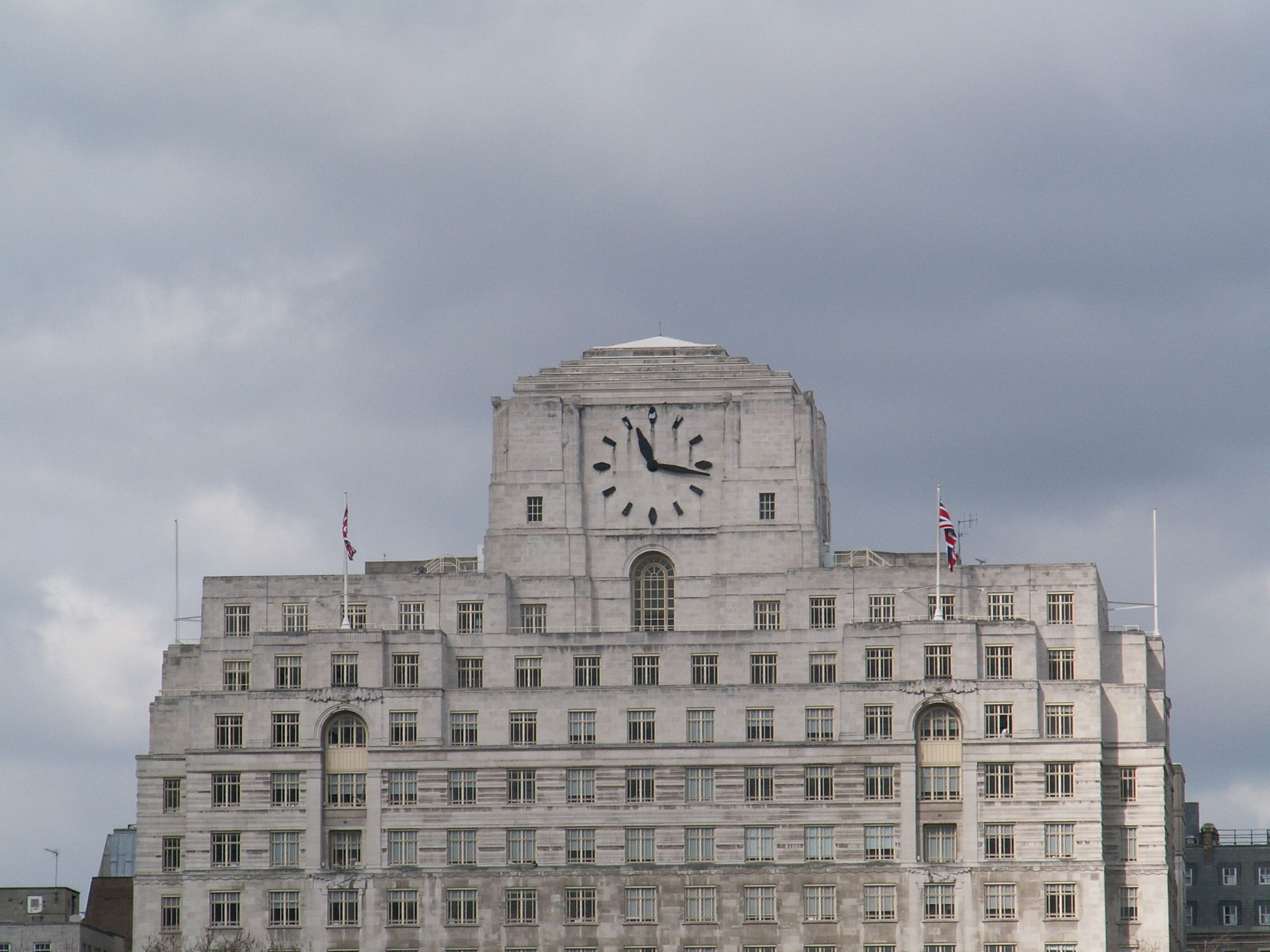
El edificio de oficinas en Londres de la Dorling Kindersley en Shell Mex House (Strand, 80), es un edificio art déco de la década de 1930 fácilmente reconocible desde el río Támesis por su reloj distintivo.

En Londres, el antiguo Arsenal Stadium luce su famosa fachada de la Tribuna Este. Sigue en pie en la vieja sede del club Arsenal F.C. en Highbury (Islington), que fue abandonada en verano del 2006. Inaugurada en octubre de 1936, la estructura fue recientemente catalogada como Grado II y se transformó en edificio de apartamentos. William Bennie, el hombre que desarrolló el proyecto, aplicó el art déco en el diseño final, que fue visto como uno de los estadios más opulentos e impresionantes en el fútbol mundial.
El London Underground también es reconocido por tener en sus estaciones variados ejemplos del art déco.
Destacan las siguientes:
La estación de metro de Arnos Grove.
La estación de metro de Bounds Green.
La estación de metro de Chiswick Park.
La estación de metro de East Finchley.
La estación de metro de Southgate.
La estación de metro de Turnpike Lane.
La estación de metro de Sudbury Town.
Además destacan en Londres el interior del Palacio de Eltham, la Biblioteca Senate House de la Universidad de Londres y su sede, Shell Mex House, Battersea Power Station, el Hotel Dorchester y el Odeon Leicester Square.
Ejemplos notables de edificios art déco sobreviven en Atenas, donde la versión local se inspira tanto en el neoclasicismo como en el arte micénico, arcaico y bizantino.

### Art déco en los Estados Unidos
Miami Beach (Estados Unidos) tiene una vasta colección de edificios art déco, con alrededor de treinta manzanas de hoteles y edificios residenciales de los años 20 a los 40. En 1979, el distrito histórico art déco de Miami Beach fue incluido en el Registro Nacional de Lugares Históricos. Casi todos los edificios fueron restaurados y pintados nuevamente en sus tonos pastel originales.

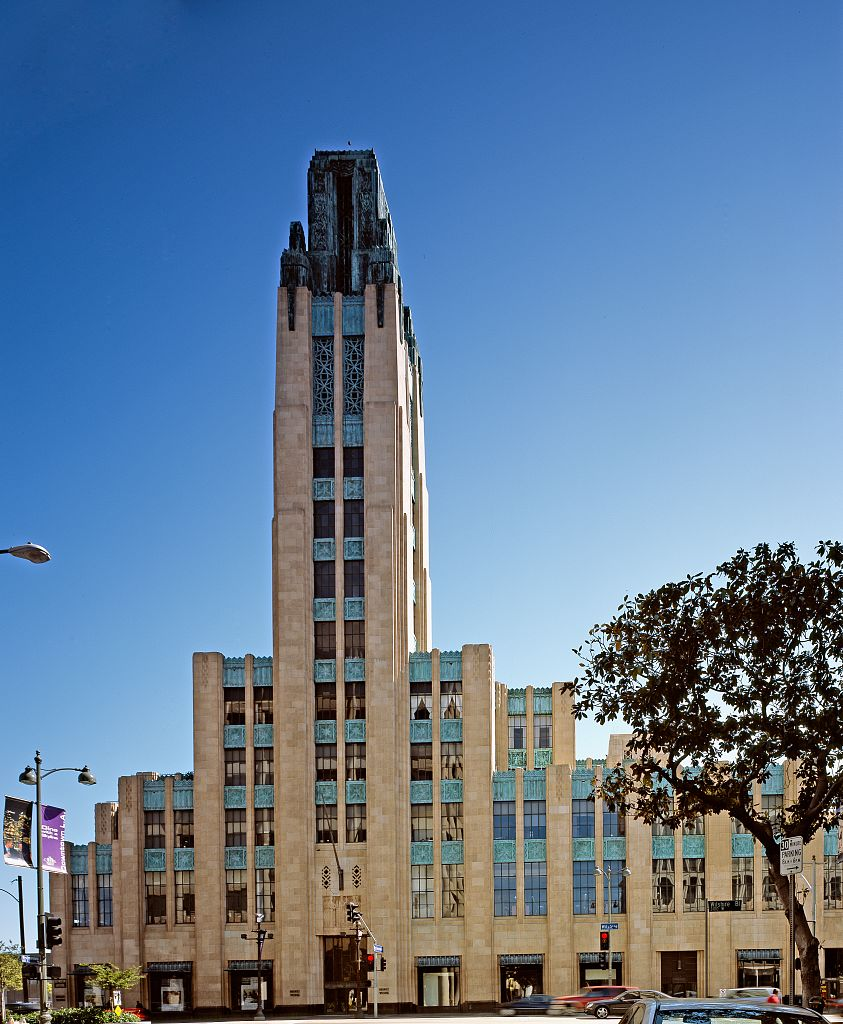
Bullocks Wilshire, en Los Ángeles

Los Ángeles tiene también una abundante arquitectura art déco, especialmente sobre el Wilshire Boulevard, una arteria de importancia que sufrió un auge de la construcción durante los años 20. Algunos ejemplos notables son el Bullocks Wilshire y el Pellissier Building y Wiltern Theatre, construidos respectivamente en 1929 y 1931. Ambos edificios han sido restaurados recientemente.
Fair Park, en Dallas (Texas), se mantiene como una de las colecciones más vastas de estructuras art déco. Mucho del patrimonio art déco en Tulsa, Oklahoma, pertenece al segundo auge petrolero. Houston (Texas) tiene algunos edificios en pie, como el City Hall, el JPMorgan Chase Building, el Ezekiel W. Cullen Building y el 1940 Air Terminal Museum, aunque muchos han desaparecido por el desarrollo inmobiliario. En Beaumont, la Jefferson County Courthouse, construida en 1931, es uno de los pocos edificios art déco que siguen en pie en esta ciudad. El Kyle Block, un local comercial en el centro de Beaumont, es un buen ejemplo de la arquitectura déco en zig-zag.
Kansas City tiene su "Power and Light Building", terminado en 1931. Este edificio es un gran ejemplo de la Gran Depresión y sus efectos en la construcción art déco. Los planes originales preveían una torre gemela que se construiría al oeste. Sin embargo, nunca se realizó por problemas presupuestarios. En consecuencia, esta torre de 145 metros tiene su lado oeste desnudo, sin ventanas. Otros ejemplos de edificios art déco en Kansas City incluyen el Auditorio Municipal, la Jackson County Courthouse, el City Hall y el edificio 909 Walnut.
Cincinnati (Ohio) tiene su Union Terminal, una estación ferroviaria de pasajeros de estilo art déco que se terminó en 1933. Después de la caída del ferrocarril como medio de transporte, la mayor parte del edificio se destinó a otros fines. Ahora aloja al Cincinnati Museum Center, que recibe más de un millón de visitantes al año, y es el decimoséptimo museo más visitado de los Estados Unidos. Esta ciudad también tiene la Carew Tower, un rascacielos art déco de 49 pisos construido en 1931.
En 2005, comenzó el proyecto de restauración para residencias de edificios art déco más grande de los Estados Unidos, en Nueva Jersey. El Jersey City Medical Center, con superficie de 56.550 m² (un sitio histórico nacional) fue transformado en un enclave residencial, y en 2009 se concluyeron tres de los muchos edificios del lugar.
Finalmente, uno de los casos más famosos que sobreviven de decoración art déco es el famoso RMS Queen Mary, actualmente anclado en retiro en Long Beach, California, como museo y hotel flotante, verdadero recuerdo de las glorias pasadas de uno de los que alguna vez fueron numerosos transatlánticos, y del período art déco.

### Art déco en Iberoamérica

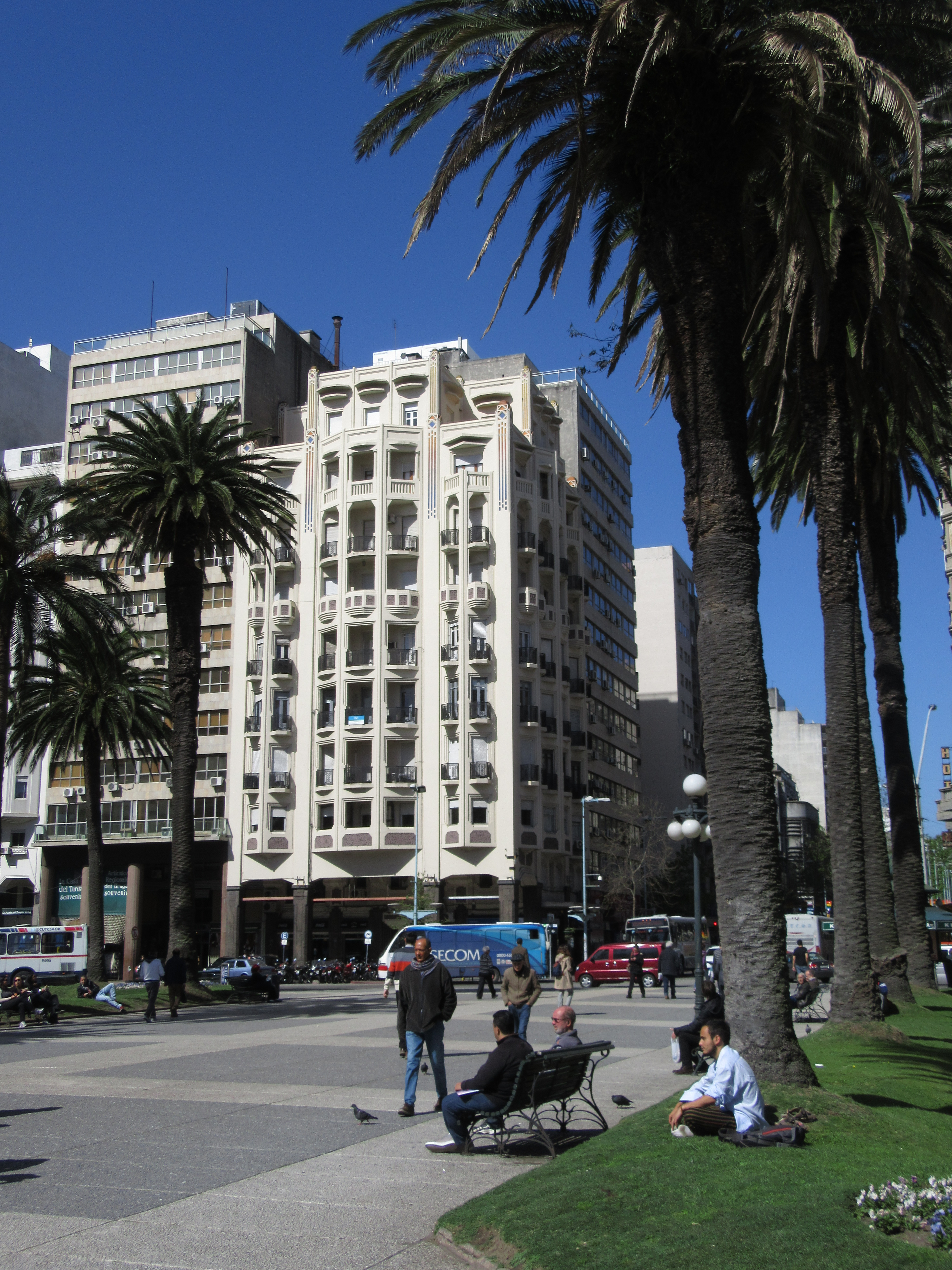
Palacio Rinaldi, (1929), ubicado en la esquina noreste de Avda. 18 de julio y Pza. Independencia, Montevideo

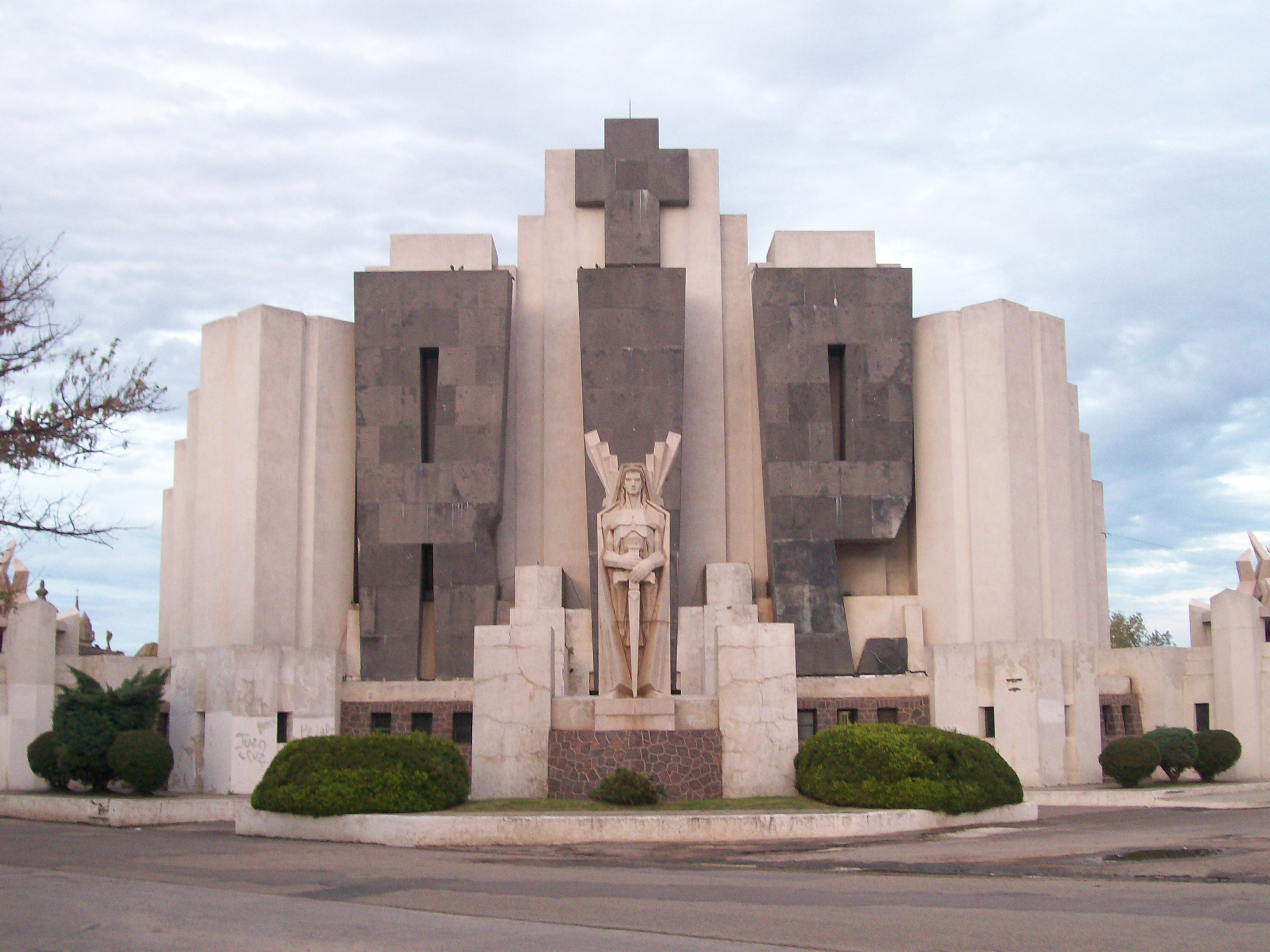
El Cementerio de Azul, obra maestra de Francisco Salamone.

Algunos de los mejores ejemplos sobrevivientes del arte y la arquitectura art déco se encuentran en La Habana (Cuba). El edificio Bacardí se destaca por su estilo particular, que refleja los temas clásicos del art déco. El estilo se aplicó a las residencias, edificios de oficinas, hoteles y muchas otras clases de arte decorativo, mobiliario y utensilios en edificios públicos, así como en viviendas privadas.
Otro país con muchos ejemplos de una rica arquitectura art déco es Brasil, especialmente en Goiânia y en ciudades como Cipó (Bahía), Iraí (Rio Grande do Sul) y Río de Janeiro, especialmente en Copacabana. También en el nordeste brasileño — notablemente en pueblos pequeños como Campina Grande del estado de Paraíba — hay una cantidad notable de edificios art déco, un conjunto que ha sido llamado "Sertanejo Art Deco" por sus características arquitectónicas particulares. El motivo por el cual este estilo tuvo tanta difusión en Brasil es que coincidió con el rápido crecimiento y los cambios económicos radicales que presentó el país en la década de 1930.

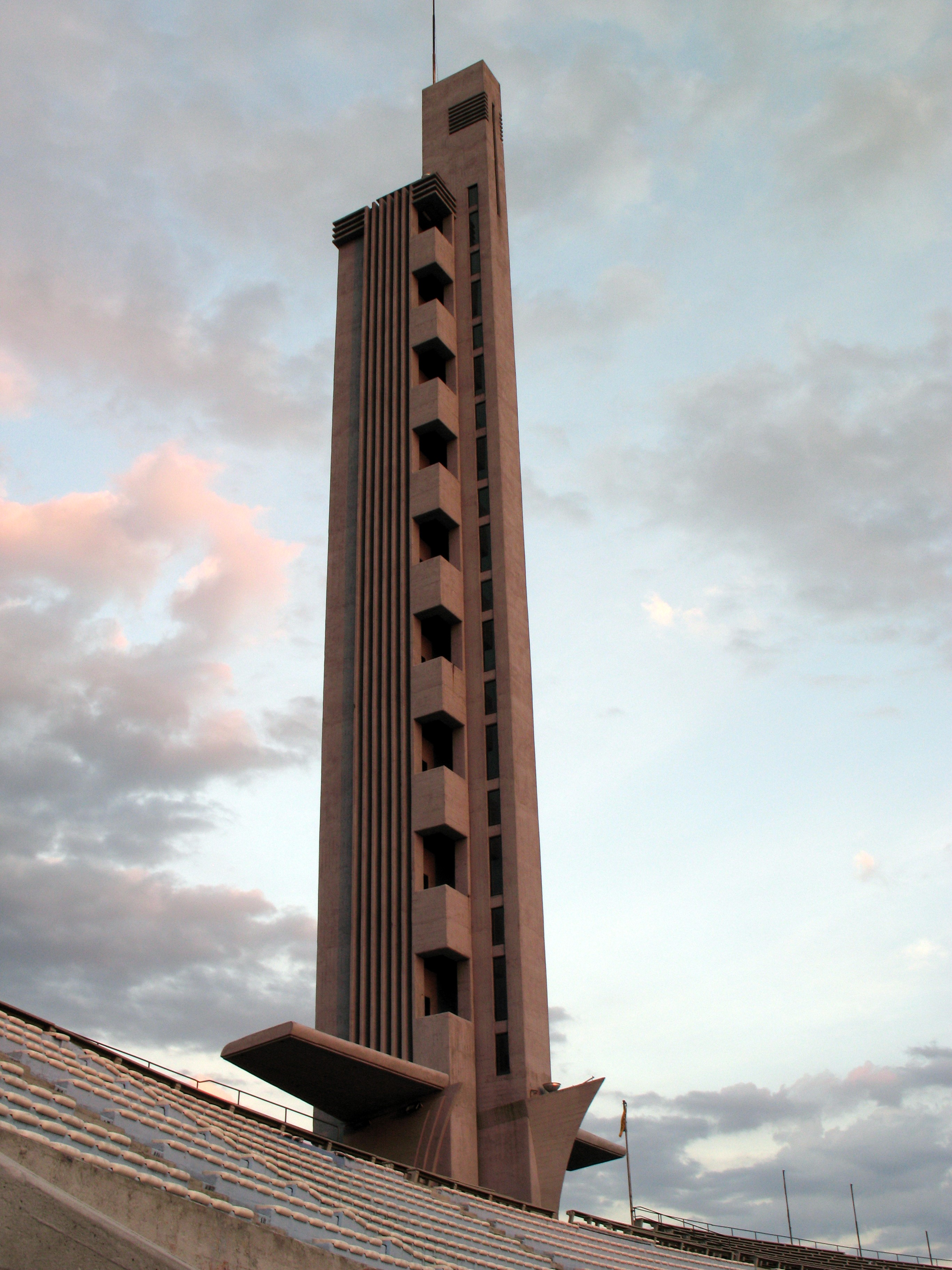
Torre de los Homenajes, Estadio Centenario, (1930).

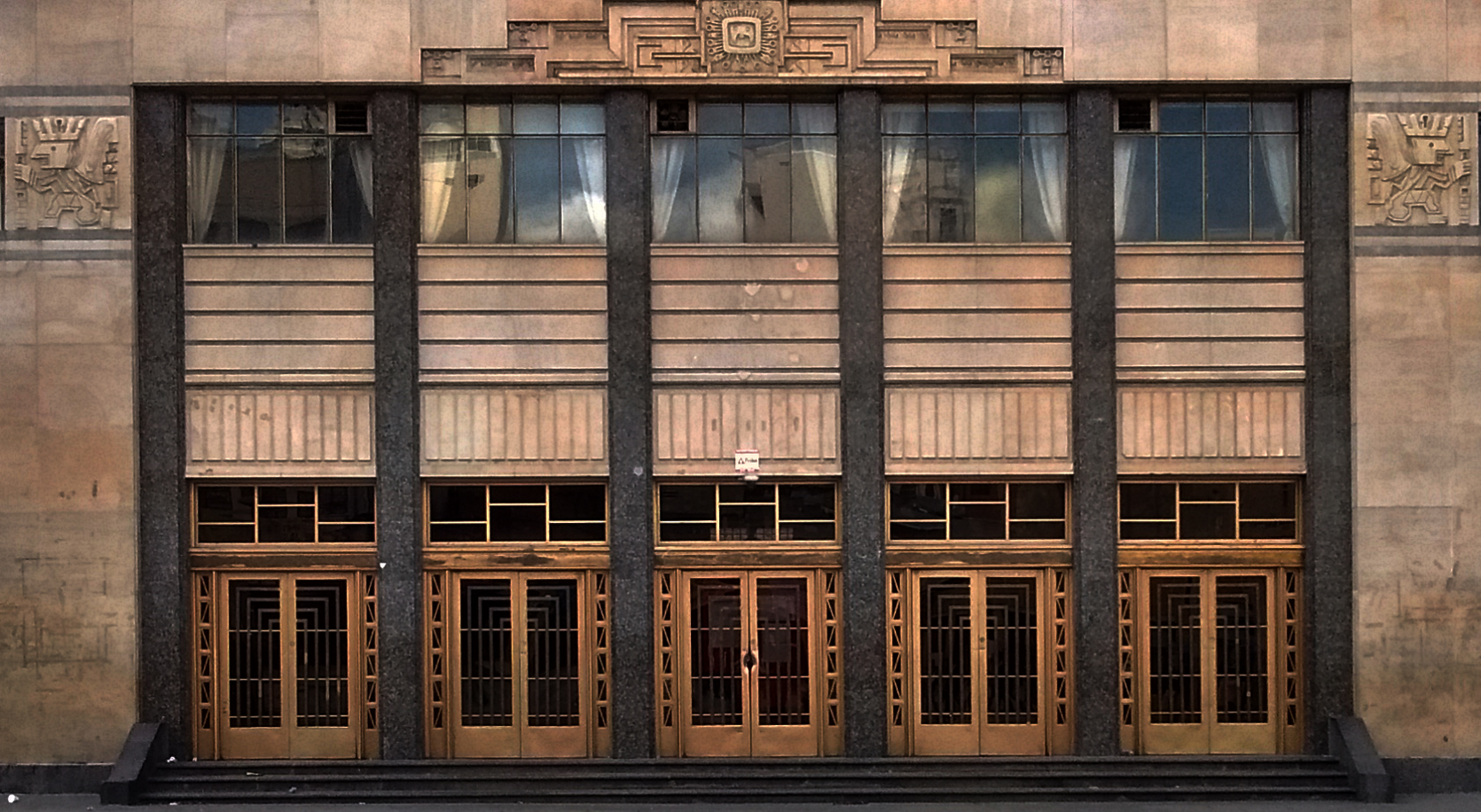
Fachada principal de la Universidad Mayor de San Andrés (1946) en La Paz, Bolivia.

El art déco también tuvo gran éxito en las grandes ciudades de Argentina y Uruguay, especialmente en la zona del Río de la Plata, de alma cosmopolita y siempre muy influida por las novedades europeas. En Buenos Aires tuvo su período de auge en la segunda mitad de los años 20, con importantes edificios realizados por el innovador arquitecto Alejandro Virasoro (sus obras más recordadas son la Casa del Teatro y La Equitativa del Plata). El Edificio Kavanagh, uno de los símbolos de la ciudad, ostenta una volumetría escalonada muy propia del art déco, aunque está casi totalmente desprovisto de ornamentaciones, y la Facultad de Medicina de la UBA son otros ejemplos de grandes dimensiones, y ocupan una manzana entera con sus fachadas escalonadas. En varias ciudades de la Provincia de Buenos Aires, el arquitecto Francisco Salamone realizó una amplia variedad de edificios de un estilo muy particular, combinando el art déco con el futurismo italiano, quizá un caso único. Como caso particular, se destaca en la ciudad de Rosario el Palacio Minetti, coronado por dos estatuas de bronce.
En Córdoba (Argentina) el estadio del Club Atlético Talleres, denominado la Boutique de Barrio Jardín, es un reflejo del estilo art déco en esta ciudad, ideado por los ingenieros civiles, S. Allende Posse y Agenor Villagra.
En Buenos Aires, el estadio del Club Atlético Huracán, situado en el sur de su ciudad fue el primer estadio art déco en toda América, es un invaluable edificio amparado por la legislatura de su país como "Patrimonio Histórico y de Defensa Cultural ", bajo el expediente Nº62548-2005; se conserva intacto desde su inauguración.[cita requerida] También en Montevideo existen varios ejemplos notables de arquitectura art déco, a partir del Palacio Rinaldi (Avda. 18 de Julio 839/841 esq. Plaza Independencia), y son fácilmente accesibles realizando un circuito dentro del centro de la ciudad: el Palacio Díaz (Avda. 18 de julio de 1333, entre Yaguarón y Ejido), Palacio Tapié (Constituyente 1402 esq. Santiago de Chile), Edificio Lux (Constituyente 1661 esq. José E. Rodó), Edificio Parma (Avda. 18 de julio de 1645 esq. Minas).
Barranquilla, Colombia, es considerada ciudad art déco por la cantidad de edificaciones de estilo streamline moderne, a cuya introducción contribuyó en los años 1930 el arquitecto cubano Manuel Carrerá con obras como el edificio García, el teatro Rex, el edificio Scadta o el teatro Colón. La artista colombiana Carolina Cárdenas Núñez es quien realiza las primeras obras Art Decó en Colombia.

### Art déco en Asia y Oceanía
Napier, en Nueva Zelanda, fue reconstruida en estilo art déco después de haber sido destruida por el terremoto de la Bahía de Hawke el 3 de febrero de 1931. Aunque unos pocos edificios art déco fueron reemplazados con estructuras más contemporáneas durante las décadas de 1960 a 1990, gran parte del centro de la ciudad se mantuvo intacto por suficiente tiempo para ser reconocido como arquitectónicamente único, y desde los años 1990 ha sido restaurado y protegido. En 2007, Napier fue nominada para Patrimonio de la Humanidad, y fue el primer lugar cultural nominado en Nueva Zelanda
Hastings (Nueva Zelanda) también fue reconstruida en estilo art déco después del terremoto de la Bahía de Hawke, y sobreviven abundantes edificios de esa época.
Bombai (India) es la segunda ciudad en cantidad de edificios art déco, después de Miami.
En China, al menos sesenta edificios art déco fueron proyectados por el arquitecto húngaro Laszlo Hudec, y sobreviven en el centro de Shanghái.
En Indonesia, el caudal más importante de edificios de la época de las Indias Orientales Neerlandesas se encuentra en las grandes ciudades de Java. Bandung es un caso particular, ya que posee una de las colecciones más importantes de edificios art déco de los años 20 en pie en todo el mundo, gracias al notable trabajo de muchos arquitectos y proyectistas holandeses, incluido Albert Aalbers, quien agregó el estilo impresionista al art déco con su diseño del Denis Bank (1936) y su renovación del Savoy Homann Hotel (1939), y Thomas Karsten, Henri Maclaine-Pont, J. Gerber y C.P.W. Schoemaker. El edificio Nederlandsche Handel Maatschappij (1929), actualmente Museo Bank Mandiri, de J. de Bryun, A. P. Smiths y C. Van de Linde y la estación Jakarta Kota (1929), diseñada por Frans Johan Louwrens Ghijsels, son los casos de art déco en pie de Yakarta.
El Teatro Metropolitano de Manila, ubicado en la calle P. Burgos de Manila, es uno de los pocos casos existentes de art déco en las Filipinas.

### Art déco en África

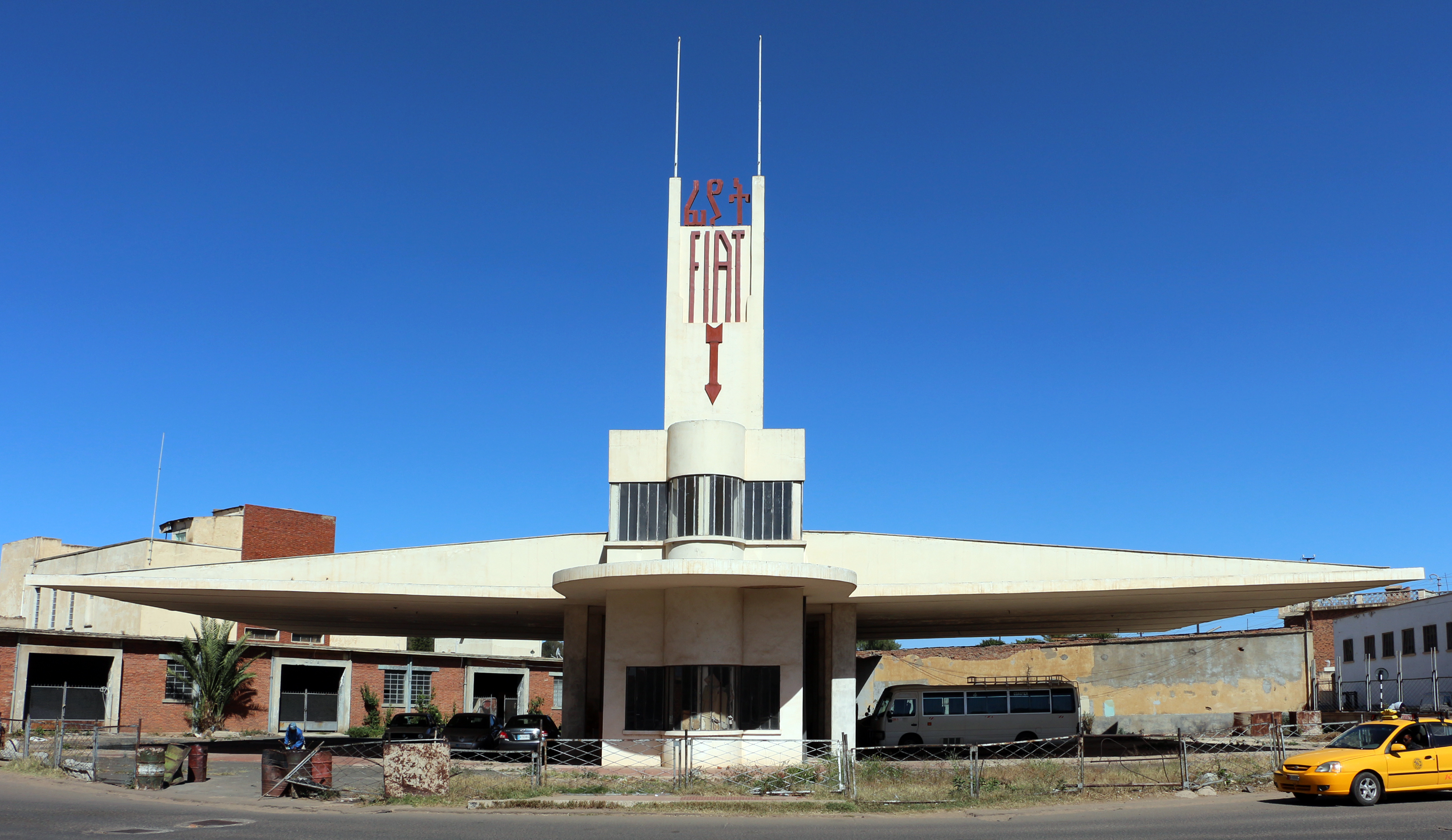
El Edificio Fiat Tagliero en Asmara, la capital de Eritrea.

Los ejemplos más importantes del art déco de África se construyeron en Eritrea durante el período italiano. Muchos edificios siguen en pie en su capital Asmara, y en otras ciudades. También abunda el art déco en el centro de Casablanca, la capital económica de Marruecos.

## Art déco en la cultura popular

### Cine

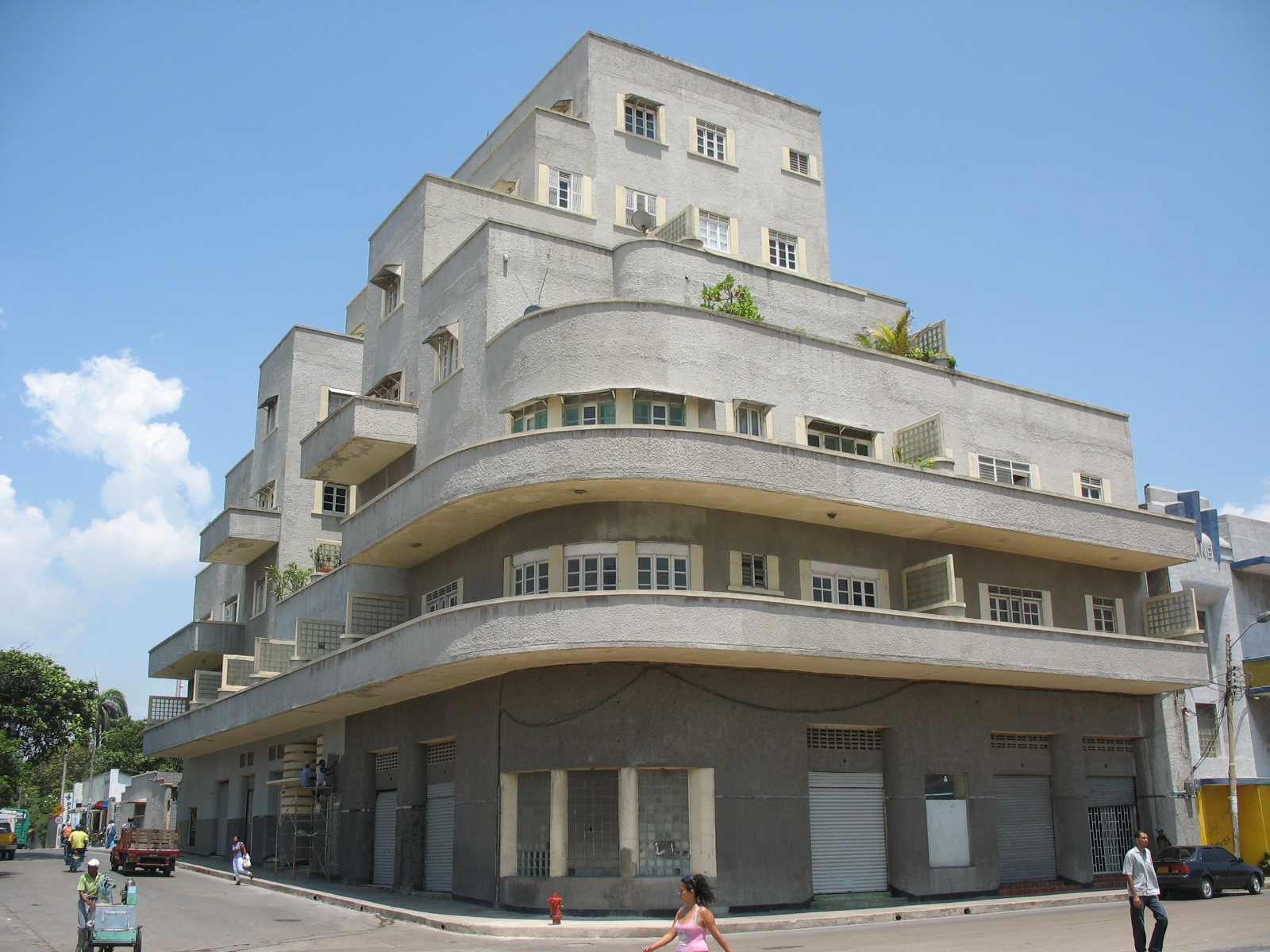
Edificio García. Barranquilla, Colombia.

La estética art déco influyó en las artes cinematográficas de principios del siglo XX. Un ejemplo de ello es el filme Metrópolis, de 1927, de Fritz Lang, la cual cuenta con deslumbrantes escenografías inspiradas en la llamada Escuela de Chicago de arquitectura para las tomas de la ciudad, además de los decorados de la ciudad subterránea, el robot femenino (personaje en la película que es una metáfora de la mecanización de la humanidad) es considerado como una de las imágenes más reconocibles del art déco.

### Videojuegos
- El videojuego Bioshock, basado en una ucronía debajo del mar, tiene una ambientación y arquitectura art déco.
- El videojuego Prey (2017), que transcurre en una estación espacial ficticia también presenta un diseño art déco.
- El videojuego publicado en 1998 Morpheus, está ambientado en un barco, crucero de lujo art déco, varado en el ártico, el Herculania.
- El exitoso videojuego Grim Fandango ostenta una estética art déco muy característica, con una fuerte influencia del arte mexicano.
- El videojuego Fallout 3, de estilo Atompunk, muestra una posapocalíptica Washington con algunas edificaciones, estatuas y esculturas de art déco

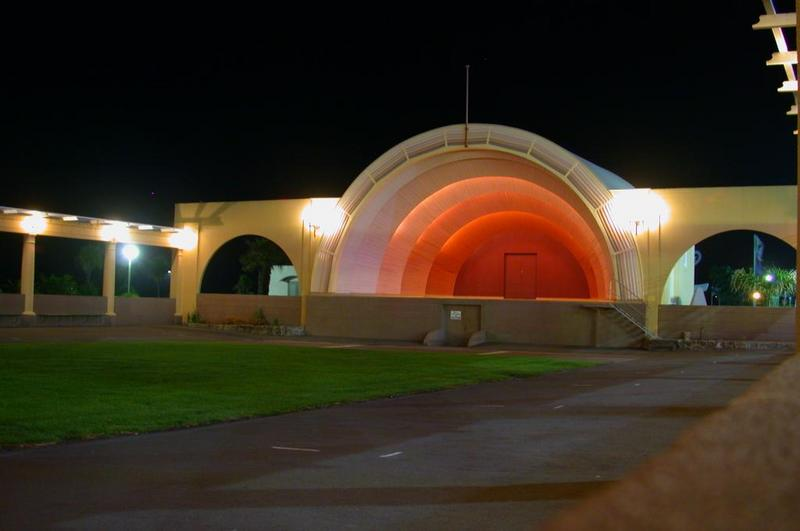
Anfiteatro de Napier (Nueva Zelanda).

- Anfiteatro de Napier (Nueva Zelanda).Los videojuegos de la serie de aventuras gráficas basadas en la obra de Agatha Christie publicadas por The Adventure Company ("Agatha Christie: Y no quedó ninguno", "Asesinato en el Orient Express" y "Maldad bajo el sol") tienen muchos elementos decorativos art déco, especialmente el primero de ellos.
- La ciudad de Amaurot en Final Fantasy XIV, presenta una arquitectura art déco.
- El videojuego Skullgirls esta enteramente inmerso en la época del art déco
- El videojuego Murder in the Alps transcurre durante la época del art déco en Suiza e Italia

### Animación
Un ejemplo de art déco en la animación se presenta en los años 1990 con las series animadas de Batman y Superman, que involucraban este tipo de estética (en la fuente san-serif de los títulos, los escenarios urbanos donde transcurren las series, etc). Ello se explica por la influencia del film noir en estas reconocidas series, género cinematográfico cuyo auge coincidió con el del art déco (o incluso bien pudo deberse a él).

## Autores destacados

### Pintores
- Federico Beltrán Masses
- Aleksandra Ekster
- Vadim Meller
- Jean Dunand
- Tamara de Lempicka
- Paul Lemagny
- Pierre Legrain
- Santiago Martínez Delgado
- René Prou
- André Mare
- Armand-Albert Rateau
- Jean-Marie Mouron (Cassandre)
- Eduardo García Benito
- Sergio Trujillo Magnenat
- Rafael de Penagos
- Manuel Sierra Laffitte (Mel)

También se consideran relacionados con la pintura art déco tanto el mexicano Diego Rivera como el catalán José María Sert, el cual remplazó la polémica obra del primero American Progress de los techos del lobby del Centro Rockefeller de Nueva York.

### Arquitectos
- Albert Laprade
- Raymond Hood
- William Van Alen
- Henry Hohauser
- Eileen Gray
- L. Murray Dixon
- T. L. Pflueger
- Manuel J. Raspall i Mayol
- Octavio Pérez Picó
- Miguel Zurita Quispe
- Francisco Salamone
- Alejandro Virasoro
- Robert Mallet-Stevens
- Joseph Hoffman
- Louis Süe

### Escultura y diseño de muebles y otros objetos decorativos
- Maurice Ascalon
- Jacques Émile Ruhlmann
- Jean-Emile Puiforcat
- Demetre Chiparus
- Georges Bastard
- Ernest Boiceau
- Antoine Bourdelle
- Pierre Chareau
- Maurice Crozet
- Joseph Csaky
- Jean Dunand
- Jean Dupas
- Alexandra Exter
- Paul Follot
- Paul T. Frankl
- Christian Fjerdingstad
- Eileen Gray
- André Groult
- Jean Lambert-Rucki
- Paul Landowski
- Pierre Legrain
- Alexandre Léonard
- Tamara de Lempicka
- Jan et Joël Martel
- Vadym Meller
- Gustave Miklos
- Chana Orloff
- Henri Rapin
- Gaston Suisse
- José Fioravanti
- Armand-Albert Rateau
- Willem Jacob Rozendaal
- Carolina Cárdenas Núñez

## Galería

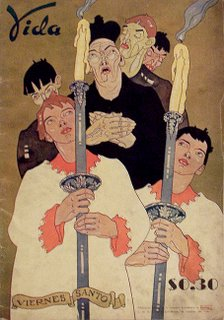
Ilustración de la revista Vida de 1940.
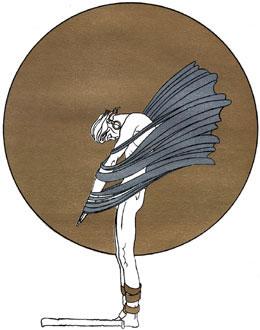
Ilustración de la revista Vida de 1940.
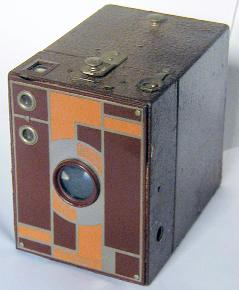
Cámara Beau Brownie diseñada por Walter Dorwin Teague para Eastman Kodak.
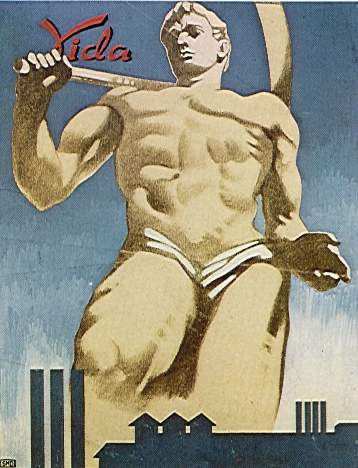
Ilustración de la revista Vida de 1940.
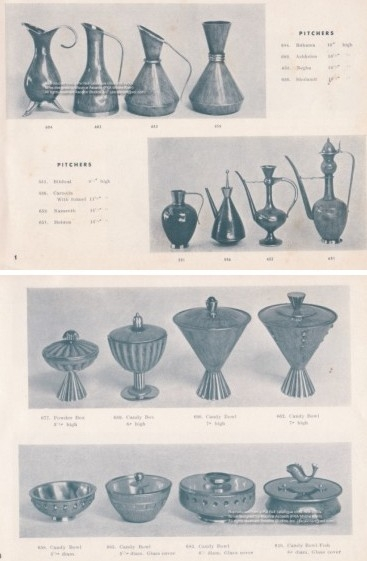
Diseño de objetos de uso Art Déco de Maurice Ascalon, Pal-Bell, 1939-1950.
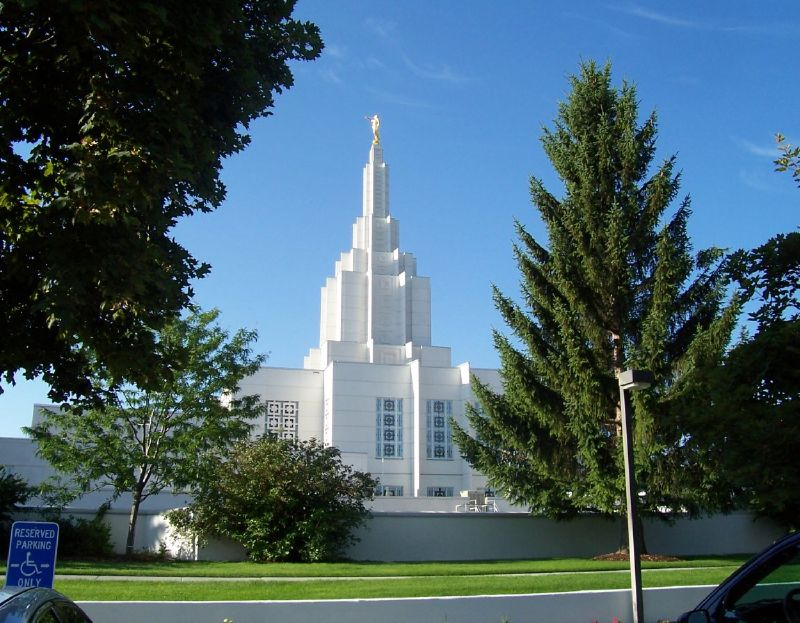
Templo de Idaho Falls, EE. UU., uno de los pocos edificio religiosos con diseños Art déco
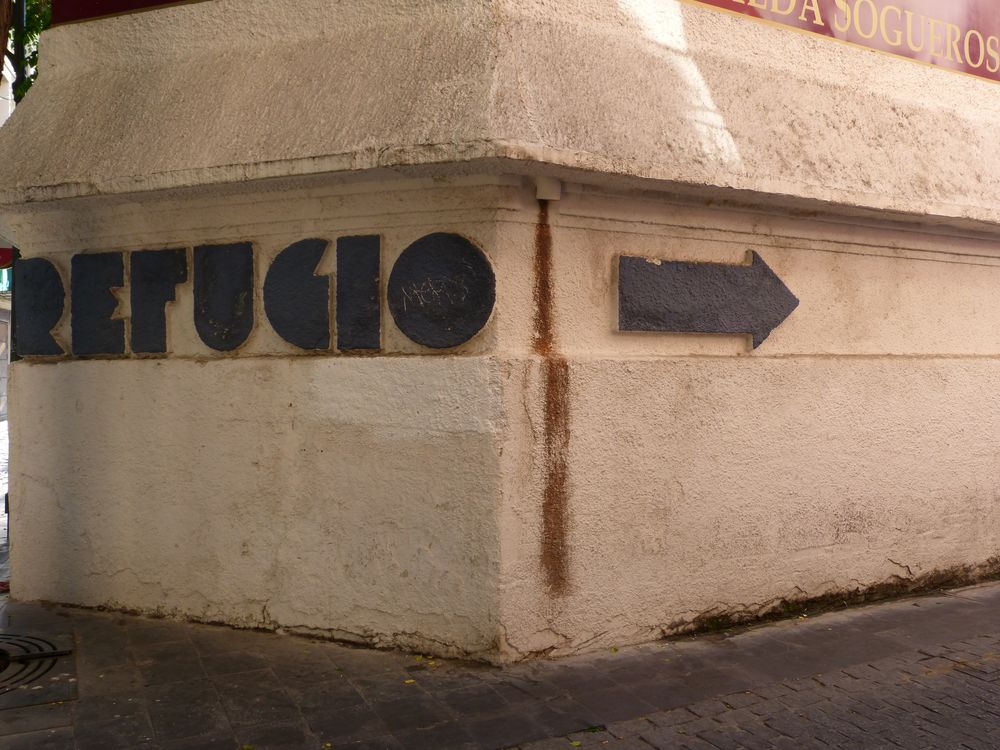
Tipografía Art Decó de un Refugio antiaéreo, diseñado en una calle de la Ciutat Vella (Valencia) durante la Guerra Civil Española (años 1936-1939)